# Плямиста котяча акула західна
Плямиста котяча акула західна (Asymbolus occiduus) — акула з роду Австралійська плямиста акула родини Котячі акули.

## Опис
Загальна довжина досягає 60,1 см. Голова помірно коротка. Очі великі, овальні, горизонтальної форми, з мигательними перетинками, зіниці щілиноподібні. За ними розташовані невеличкі бризкальця. Ніздрі помірного розміру з носовими клапанами. Рот широкий. На кожній щелепі розташовано по 37-41 зубів. Зуби дрібні, з 5-ма верхівками, з яких центральна верхівка висока, а бокові — маленькі. У неї 5 пар коротких зябрових щілин. Тулуб видовжений, стрункий. Грудні плавці помірно великі, широкі. Має 2 невеличких спинних плавця. Передній розташовано позаду черевних плавців, задній спинний плавець починається навпроти анального. Анальний плавець довгий, низький. Хвостовий плавець вузький і довгий.
Забарвлення жовто-зелене. На спині та боках розташовано 8-9 світло-коричневих сідлоподібних плям, а також невеликі темно-коричневі плямочки.

## Спосіб життя
Тримається на глибинах від 98 до 400 м, зазвичай 250 м. Воліє до континентального шельфу та острівних схилів. Живиться невеликими донними безхребетними, зокрема крабами й рачками, а також маленькою рибою.
Статева зрілість настає при розмірі 58 см. Це яйцекладна акула.

## Розповсюдження
Мешкає біля південних берегів Західної Австралії: від Перту до Пташиної затоки. Звідси походить назва цієї акули.